# Abstammungsurkunde
Die Abstammungsurkunde war eine Personenstandsurkunde nach deutschem Recht zum Nachweis der Geburt eines Kindes.
Der Hauptzweck der Abstammungsurkunde war es, ein Eheverbot bei adoptierten Kindern festzustellen. Da dies kaum praktische Bedeutung hatte, wurde die Abstammungsurkunde zum 1. Januar 2009 durch das Personenstandsrechtsreformgesetz abgeschafft.
Abstammungsurkunden wurden bis zum 31. Dezember 2008 von dem Standesamt ausgestellt, das die Geburt beurkundet hat. Sie enthielten unter anderem den Namen des Kindes, das Geschlecht, das Geburtsdatum, den Geburtsort und die Namen der Eltern. In einer Abstammungsurkunde wurden auch eventuelle Änderungen, die seit der Geburt des Kindes eingetreten sind, beispielsweise Adoption oder Namensänderung, aufgeführt.
Abstammungsurkunden waren Urkunden, die die tatsächliche Abstammung wiedergeben. Bei einer Anmeldung zur Eheschließung war es erforderlich, entweder Auszüge oder Abschriften aus dem ebenfalls seit 2009 abgeschafften Familienbuch oder eine Abstammungsurkunde beim Standesamt vorzulegen, da nur daraus hervorging, wer die leiblichen Eltern sind. Seit 2009 wird stattdessen bei der Eheschließung ein beglaubigter Registerausdruck des Geburtseintrags verlangt, der auch Informationen über die leiblichen Eltern enthält. In der Geburtsurkunde sind hingegen nur die „rechtlichen Eltern“ enthalten, insbesondere die Adoptiveltern.
Die biologische Vaterschaft des laut Abstammungsurkunde oder beglaubigtem Registerausdruck angeblich leiblichen Vaters ist jedoch nicht gesichert.